# 康沃爾公爵
康沃爾公爵（英語：Duke of Cornwall），或譯康瓦爾公爵，為英格蘭貴族中一公爵爵位，傳統由英格蘭王國王儲所持。康沃爾公國為英格蘭的第一個公國，於1337年依據一皇家特許狀設立。現任為查爾斯三世之長子威廉王子。其妻子凱薩琳則爲現任康沃爾公爵夫人。

## 傳説
部分中世紀英國傳說，如蒙茅斯的杰弗里在1136年編著的不列顛諸王史等，均宣稱康沃爾的首位統治者為康林紐斯，是傳説中首任不列颠国王特洛伊的布魯圖斯之盟友。及後大部分不列顛和亞瑟王傳說均將康沃爾公爵描述成不列颠至高王的盟友或守護者。亞瑟王傳說中尤瑟王便因迷戀康沃爾公爵格洛斯之妻伊格賴因，而使計除去格洛斯，後迎娶伊格賴因為王后；他們的私生子便是亞瑟王。

## 歷史
現在的康沃爾郡及德雲郡一帶在後羅馬時代為頓諾尼亞王國的一部分。隨着威塞克斯王國向西擴張，原由凱爾特布立吞人定居的康沃爾逐漸併入威塞克斯王國境内。諾曼征服後征服者威廉在1066年廢黜最後一名頓諾尼亞國王，並改封轄下貴族為康沃爾伯爵。
1337年愛德華三世封其長子黑太子愛德華為康沃爾公爵，並在黑太子死後於1376年再封黑太子之子理查（即日後的理查二世）為康沃爾公爵。康沃爾公爵是英格蘭王國第一個設立的公爵爵位。

## 繼承方式
依照1337年3月17日設立爵位時的特許狀，康沃爾公爵及公國財產只可由國君在世長子暨儲君所持有，除非經由立法授權將公國財產轉讓給他人。1606年前國君並未完全遵守該規則（譬如伊麗莎白一世就曾經將屬公國財產的幾處莊園隨意賞賜給他人），直至1606年的訴訟（The Prince's Case）民事訴訟法院才確立特許狀列明之繼承方式不可被違反。
康沃爾公爵只可由君主長子所持有。倘若公爵逝世，爵位則與王位合併，並不會傳至公爵後代。如果公爵逝世時並無子嗣，爵位則傳至君主在世的最年長兒子。基於這些準則，只有君主之子可能成為康沃爾公爵，如果君主之孫是皇位繼承人，他也不能繼承公爵爵位。君主一般會將皇儲封為威爾士親王，該頭銜並不如康沃爾公爵一樣只限於君主長子。例如喬治三世在繼承王位前只為威爾士親王，但不是康沃爾公爵，因為他是喬治二世之孫。而愛德華七世在登基時，長子亞厘畢·域陀王子已逝及無嗣，故次子喬治五世在尚未繼承皇位之前成為康沃爾公爵。因此，皇儲登基時可以只擁有威爾士親王之頭銜，但無康沃爾公爵之爵位。
同樣，由於公爵爵位不能由女性繼承，女繼承人（無論是推定繼承人還是按照《2013年王位繼承法》所定之女皇儲）並不會是康沃爾公爵。
如果君主並無合法兒子，或皇位繼承人非君主之子，康沃爾公國之財產會改由君主持有，直至君主有合法兒子，或是有兒子的新君登基後再交由新任公爵管理。
占士二世之子詹姆斯·弗朗西斯·愛德華·斯圖亞特在1688年出生時即自動為康沃爾公爵。儘管占士二世因光榮革命被被廢黜，詹姆斯之爵位並未因此被廢，而是因爲他宣稱擁有皇位，國會才在1702年3月2日以叛國為由褫奪其公民權及爵位。而詹姆斯黨則認爲公爵爵位已在1701年詹姆斯二世去世後與王位合併。

## 公爵權力
康沃爾公國在英格蘭擁有約13.5萬英畝（或約550 km²）的土地，有約一半位在德文郡南部的達特穆爾高地。康沃爾公爵擁有的特權包括任命康沃爾郡高級治安官（其他郡的高級治安官由君主任命），以及有權支配康沃爾境内之無主財物（其他地方的無主財物歸君主所有）。公國在2013年有約1900萬英鎊的收入，並自願就該收入繳交所得稅。
並指特許狀是爲了定義太子身爲康沃爾公爵可擁有之財產及權利。特許狀亦列明這些財產可被愛德華及其繼承人。
2011年前，如果公爵爵位懸空，公國收入會交予君主支配。但在《2011年君主撥款法》通過後，皇位繼承人將可支配公國收入，並不需同時為康沃爾公爵。如果皇位繼承人尚未成年，他可獲得公國收入的一成，其餘則交給君主（政府給與的君主撥款也會相應減少）。

## 紋章

康和公國之紋章，授於1968年。

康沃爾公爵紋章的描述為：黑底，上為十五個金盤（bezant）分成五排，由頂至低每排分別有五、四、三、二、一個金盤。此紋章現用作威爾士親王的個人徽章，在威爾士親王的紋章下方與其他徽章並列。
康沃爾公爵在十五世紀後期開始采用此盾紋，其圖案來自康瓦爾伯爵理查的個人紋章。盾紋中的金盤代表豌豆。理查除了是康沃爾伯爵外亦爲普瓦圖伯爵，而法文中普瓦圖（Poitou，發音：[pwatu]）的讀音與豌豆（Pois，發音：[pwɑ]）相似。
1968年6月21日發出的皇室制誥在盾紋外加上皇儲冠冕、持盾者和銘言。持盾者為兩隻康沃爾山鴉，各自支撐著一根鴕鳥羽毛。銘言為「Houmont」，意爲「寬宏大量」，為黑太子愛德華的個人銘言。

## 康沃爾公爵（1337年創設）
因國君長子之身分而獲封的康沃爾公爵一般被視作擁有同一個爵位。下表列出歷代康沃爾公爵，及其同時所持的其他頭銜：
| 康沃爾公爵                                    | 在位國君     | 年份                                               | 年份                               | 同時持有的其他頭銜 |
| --------------------------------------------- | ------------ | -------------------------------------------------- | ---------------------------------- | --- |
| 黑太子爱德华                                  | 愛德華三世   | 1337年3月3日 （國君會同國會）                      | 1376年6月8日 （去世）              | 威爾士親王（1343年）、阿基坦親王（1362年－1372年）、切斯特伯爵（1333年） |
| 的亨利                                        | 亨利四世     | 1399年1015日 （國君會同國會）                      | 1413年3月21日 （繼位為亨利五世）   | 威爾士親王及切斯特伯爵（1399年）、阿基坦公爵（1390年）、蘭開斯特公爵（1399年） |
| 溫莎的亨利                                    | 亨利五世     | 1421年12月6日 （出生）                             | 1422年9月1日 （繼位為亨利六世）    | 阿基坦公爵（1421年） |
| 西敏的愛德華                                  | 亨利六世     | 1453年10月13日 （出生）                            | 1471年5月4日 （去世）              | 威爾士親王及切斯特伯爵（1454年） |
| 約克的愛德華                                  | 愛德華四世   | 1470年11月3日 （出生） 1471年7月17日（皇家特許狀） | 1483 （繼位為愛德華五世）          | 威爾士親王及切斯特伯爵（1471年）、馬奇伯爵（1479年）、彭布羅克伯爵（1479年） |
| 第一代索爾斯伯利伯爵 米德爾赫姆的愛德華       | 理查三世     | 1483年6月26日 （父親繼位）                         | 1484年9月8日 （去世）              | 威爾士親王及切斯特伯爵（1483年）、索爾斯伯利伯爵（1478年） |
| 亚瑟·都铎                                     | 亨利七世     | 1486年9月20日 （出生）                             | 1502年4月2日 （去世）              | 威爾士親王及切斯特伯爵（1489年） |
| 第一代約克公爵 亨利                           | 亨利七世     | 1502年4月2日 （兄長亞瑟去世）                      | 1509年4月22日 （繼位為亨利八世）   | 威爾士親王及切斯特伯爵（1504年）、約克公爵（1494年－1509年） |
| 亨利·都鐸                                     | 亨利八世     | 1511年1月1日 （出生）                              | 1511年2月22日 （去世）             | |
| 愛德華·都鐸                                   | 亨利八世     | 1537年10月12日 （出生）                            | 1547年1月28日 （繼位為愛德華六世） | 威爾士親王及切斯特伯爵（1537年） |
| 亨利·弗雷德里克                               | 詹姆斯一世   | 1603年3月24日 （父親繼位）                         | 1612年12月8日 （去世）             | 威爾士親王及切斯特伯爵（1610年）、羅撒西公爵、卡里克伯爵及聯福男爵（1469年）、群島領主（1540年）、蘇格蘭王子及蘇格蘭皇室總管（1469年）（下文縮略至「羅撒西公爵及其附屬爵位（1469年及1540年）」） |
| 第一代約克公爵及第一代奥爾巴尼公爵 查爾斯王子 | 詹姆斯一世   | 1612年11月6日 （兄長亨利去世）                     | 1625年3月27日 （繼位為查理一世）   | 威爾士親王及切斯特伯爵（1616年）、羅撒西公爵及其附屬爵位（1469年及1540年）、奥爾巴尼公爵（1600年）、約克公爵（1605年）、奥蒙德侯爵、羅斯伯爵及阿德蒙諾赫勳爵（1600年）                           |
| 查爾斯·詹姆斯王子                             | 查理一世     | 1629年5月13日 （出生）                             | 1629年5月13日 （去世）             | 羅撒西公爵及其附屬爵位（1469年及1540年） |
| 查爾斯王子                                    | 查理一世     | 1630年5月29日 （出生）                             | 1649年1月30日 （繼位為查理二世）   | 威爾士親王及切斯特伯爵（1638年）、羅撒西公爵及其附屬爵位（1469年及1540年） |
| 詹姆斯·弗朗西斯·愛德華王子                    | 詹姆斯二世   | 1688年6月10日 （出生）                             | 1702年3月2日 （爵位被褫奪）        | 威爾士親王及切斯特伯爵（1688年－1702年）、羅撒西公爵及其附屬爵位（1469年－1702年及1540年－1702年）                                                                                               |
| 第一代劍橋公爵 喬治王子                       | 喬治一世     | 1714年8月1日 （父親繼位）                          | 1727年6月11日 （繼位為喬治二世）   | 威爾士親王及切斯特伯爵（1714年）、漢諾威選侯國王儲、羅撒西公爵及其附屬爵位（1469年及1540年）、劍橋公爵、劍橋侯爵、米爾福德黑文伯爵、北阿勒頓子爵及蒂克斯伯里男爵（1706年）                       |
| 第一代愛丁堡公爵 腓特烈王子                   | 喬治二世     | 1727年6月11日 （父親繼位）                         | 1751年3月23日 （去世）             | 威爾士親王及切斯特伯爵（1729年）、羅撒西公爵及其附屬爵位（1469年及1540年）、愛丁堡公爵、伊利侯爵、愛特咸伯爵、朗塞斯通子爵及斯諾登男爵（1726年）                                                 |
| 喬治王子                                      | 喬治三世     | 1762年8月12日 （出生）                             | 1820年1月29日 （繼位為喬治四世）   | 威爾士親王及切斯特伯爵（1762年）、羅撒西公爵及其附屬爵位（1469年及1540年） |
| 亞厘畢·愛德華王子                             | 維多利亞     | 1841年11月9日 （出生）                             | 1901年1月22日 （繼位為愛德華七世） | 威爾士親王及切斯特伯爵（1841年）、羅撒西公爵及其附屬爵位（1469年及1540年）、都柏林伯爵（1850年）                                                                                                 |
| 第一代約克公爵 佐治王子                       | 愛德華七世   | 1901年1月22日 （父親繼位）                         | 1910年5月6日 （繼位為喬治五世）    | 威爾士親王及切斯特伯爵（1901年）、羅撒西公爵及其附屬爵位（1469年及1540年）、約克公爵、延文禮士伯爵及基拉尼男爵（1892年）                                                                         |
| 愛德華王子                                    | 喬治五世     | 1910年5月6日 （父親繼位）                          | 1936年1月20日 （繼位為愛德華八世） | 威爾士親王及切斯特伯爵（1910年）、羅撒西公爵及其附屬爵位（1469年及1540年） |
| 查爾斯王子                                    | 伊麗莎白二世 | 1952年2月6日 （母親繼位）                          | 2022年9月8日 （繼位為查理三世）    | 威爾士親王及切斯特伯爵（1958年）、羅撒西公爵及其附屬爵位（1469年及1540年）、愛丁堡公爵、梅里奧尼思伯爵及格林威治男爵（2021年）                                                                   |
| 威廉王子                                      | 查理三世     | 2022年9月8日 （父親繼位）                          | 現任                               | 威爾士親王及切斯特伯爵（1841年）、羅撒西公爵及其附屬爵位（1469年及1540年）、劍橋公爵、斯特拉森伯爵（2021年）                                                                                     |

## 康沃爾公爵（1376年創設）
愛德華三世在儲君康沃爾公爵黑太子愛德華去世後於1376年再封黑太子之子理查為康沃爾公爵。由於爵位封於國君之孫（而非國君長子），1376年的冊封為一新爵位，而非重封1337年所設之爵位。當理查在1377年登基為理查二世後，此爵位與王位合併，不復存在。
其他爵位：威爾士親王及切斯特伯爵（1537年）
- 第一代康沃爾公爵波爾多的理查（1367年－1400年）

## 康沃爾公爵（1460年創設）
當约克公爵理查在玫瑰戰爭初期向英格蘭國會提出取代亨利六世為英格蘭國王時，國會在1460年10月25日於調解法案中決定將理查立為儲君，並排除亨利之子愛德華之繼承權。亨利及後被迫於同年10月31日加封理查為威爾士親王及切斯特伯爵、康沃爾公爵和英格蘭護國公。由於理查並非亨利之子，1460年的冊封為一新爵位，與1337年冊封的爵位無關。理查在1460年12月30日的域菲路戰役中陣亡，爵位亦因而不復存在。
其他爵位及頭銜：英格蘭護國公、威爾士親王及切斯特伯爵（1460年，參見調解法案）；約克公爵（1385年）、阿爾斯特伯爵（1264年）、馬奇伯爵（1328年）、劍橋伯爵（1414年，爵位於1426年獲恢復）、威格莫爾的莫蒂默男爵（1331年）
- 英格蘭護國公、第六代威爾士親王、第一代康沃爾公爵、第三代約克公爵、第六代切斯特伯爵約克的理查（1411年－1460年）

## 備註
1. ↑  特許狀於3月17日發出，首句列明國君已於兩週前會同國會立法封愛德華為康沃爾公爵，並未描述封爵之經過。[16]:435-436
2. ↑  依照1337年的特許狀。[16]:440